# Isehara
Isehara (伊勢原市 Isehara-shi?) es una ciudad en la prefectura de Kanagawa, Japón, localizada en el centro-este de la isla de Honshū, en la región de Kantō. Tenía una población estimada de 102 088 habitantes el 1 de septiembre de 2020 y una densidad de población de 1837 personas por km².

## Geografía
Isehara está localizada en la parte central de la prefectura de Kanagawa. Una gran parte de la ciudad se encuentra dentro del parque cuasi nacional Tanzawa-Ōyama. Limita con las ciudades de Atsugi al norte y este, con Hadano al oeste y con Hiratsuka al sur.

## Historia
El área de la actual ciudad de Isehara fue parte de varios shōen en la provincia de Sagami durante el período Kamakura. Durante el período Edo, era nominalmente parte del dominio Odawara, aunque grandes porciones eran territorio controlado por el shōgun en Edo a través de varios hatamoto.
Después de la restauración Meiji y con el establecimiento del sistema de distritos en 1878, el área quedó bajo el control del distrito de Ōsumi (大住郡 Ōsumi-gun?) en la prefectura de Kanagawa y fue elevado a pueblo el 1 de abril de 1889. El 26 de marzo de 1896, el distrito de Ōsumi y el distrito de Yurugi se fusionaron para crear el distrito de Naka. La ciudad comenzó a experimentar un rápido crecimiento después de la apertura de la estación de Isehara en el ferrocarril eléctrico Odakyu el 1 de abril de 1929. El 21 de diciembre de 1954 el pueblo se expandió mediante la fusión con el vecino pueblo de Oyama y tres aldeas. Su área se expandió aún más el 30 de septiembre de 1956 con la anexión de una porción de la vecina aldea de Okazaki. Isehara fue elevado al estado de ciudad el 1 de marzo de 1971.

## Economía
Isehara es conocida principalmente por ser una ciudad dormitorio de Yokohama y del área metropolitana de Tokio. Entre sus industrias destacan Toyo Suisan, una fábrica de fideos instantáneos Maruchan, y la sede de Amada Co, un fabricante de máquinas y herramientas con varias plantas de fabricación. 

## Demografía
Según los datos del censo japonés, la población de Isehara ha crecido constantemente en los últimos 60 años.
| Gráfica de evolución demográfica de Isehara entre 1960 y 2015 |
|                                                               |
| Oficina de Estadística de Japón                               |

## Ciudades hermanas
- Chino, Nagano, Japón, desde 1986;[6]
- La Mirada, California, EE.UU desde 1981.[6]